# Gąsiory (Mazovie)
Pour les articles homonymes, voir Gąsiory.
Gąsiory (prononciation : [ɡɔ̃ˈɕɔrɨ]) est un village polonais de la gmina de Żelechów dans le powiat de Garwolin de la voïvodie de Mazovie dans le centre-est de la Pologne.
Il se situe à environ 9 kilomètres à l'ouest de Żelechów (siège de la gmina), 14 kilomètres au sud-est de Garwolin (siège du powiat) et à 70 kilomètres au sud-est de Varsovie (capitale de la Pologne).
Le village possède une population de 87 habitants en 2006.

## Histoire
De 1975 à 1998, le village appartenait administrativement à la voïvodie de Siedlce.